# Nicholas Negroponte

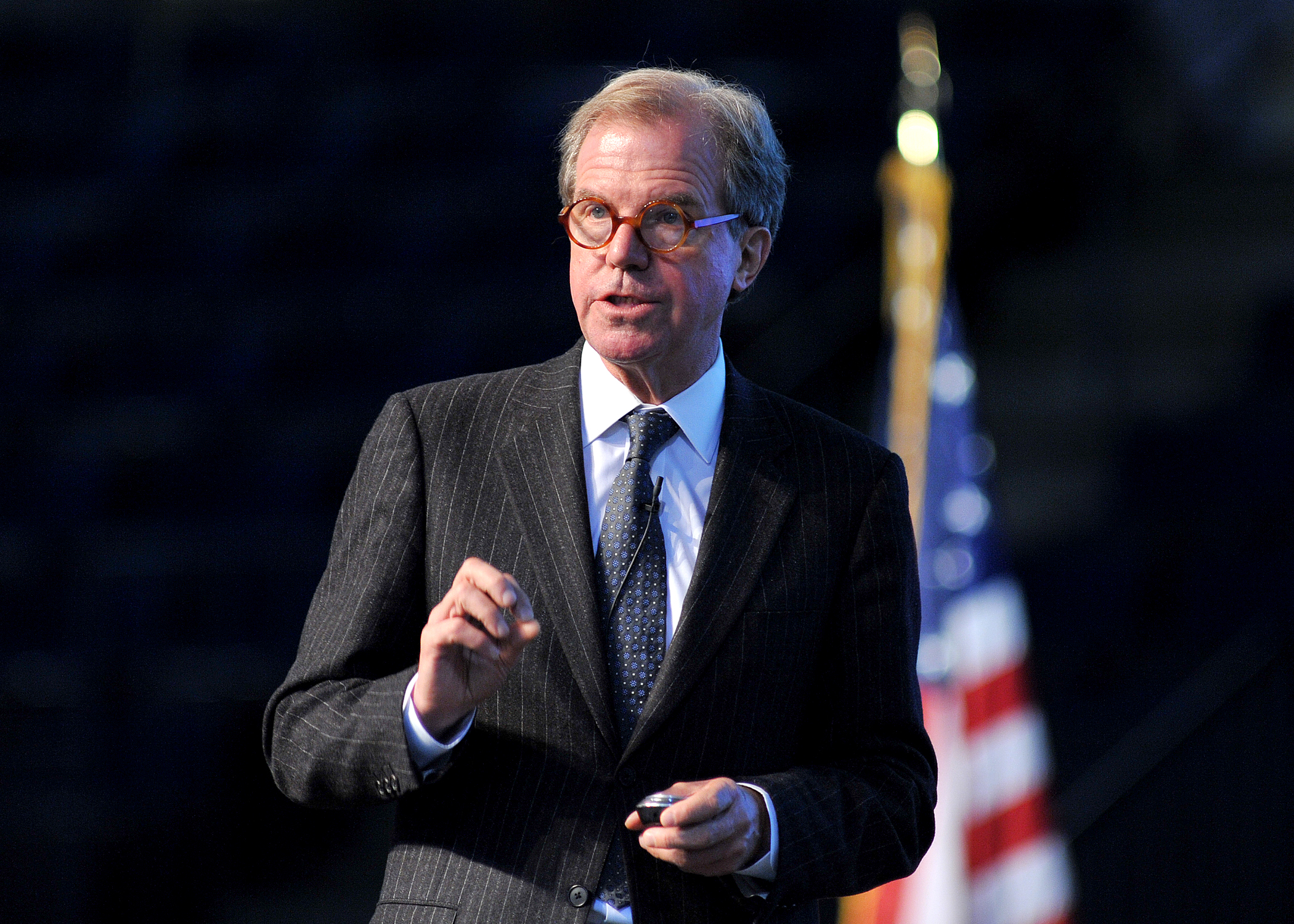
Nicholas Negroponte

Nicholas Negroponte, född 1 december 1943, är en grekisk-amerikansk arkitekt, mest känd som grundare av MIT Media Lab vid Massachusetts Institute of Technology och One Laptop per Child-projektet (OLPC).
Nicholas Negroponte är son till den grekiske redaren  Dimitri John Negroponte och växte upp i New York. Han är yngre bror till John Negroponte. Han är också bror till filmmakaren Michael Negroponte och till konstnären George Negroponte.
Han var 1992 en av initiativtagarna till tidskriften Wired och har skrivit storsäljare som Being Digital (1995).